# Viby J Station
Viby J Station er en jernbanestation og letbanestation i bydelen Viby i Aarhus.
Det daglige antal påstigninger i 2013 var på 1.196, med 436.000 årlige påstigninger gør det til den næstmest brugte i Aarhus Kommune efter Aarhus Hovedbanegård.
Stationen betjener det store område Sønderhøj, hvor blandt andre Arla Foods har hovedkontor. Desuden rummer området en del uddannelsessteder som fx Erhvervsakademi Aarhus og Århus Købmandsskole. Stik syd for stationen findes butikscentret Mega Syd med 11 butikker på 30.000 m2 som bl.a. indeholder Kvickly, Bauhaus, Maxi Zoo, Elgiganten, McDonald's m.fl.
Stationen ligger omtrent en kilometer fra Viby Torv og Viby Centret. Disse kan nås med linje 6A fra stationen. 150 meter fra stationen, er der forbindelse fra Holme Ringvej/Pihlkjærsvej med linje 4A samt Natbus 41.
Stationen betjenes blandt andet af Odderbanen, der tidligere var en jernbane, men som blev lukket for ombygning til letbane 27. august 2016. Det var forventet, at den ville genåbne som en del af Aarhus Letbane i december 2017, men på grund af manglende sikkerhedsgodkendelse blev genåbningen udskudt på ubestemt tid. Efter en længere proces genåbnede banen 25. august 2018, efter at den nødvendige godkendelse fra Trafik-, Bygge- og Boligstyrelsen forelå dagen før.

## Galleri
- Wikimedia Commons har flere filer relateret til Viby J Station

- Letbane linje L2 Mod Odder.
- Letbane perron.
- Bus linje 6A ved station.
- Station set fra spor 4.
- Trappe og elevator til spor 4.
- Arriva tog på spor 3.
- Arriva tog på spor 3.
- Gangbroen over spor.
- Spor 4 med udsigt til det sydlige Viby.
- Sønderhøj som ligger ved stationen.
- Spor 1.